# Restons groupés
 (juin 2013).
Si vous disposez d'ouvrages ou d'articles de référence ou si vous connaissez des sites web de qualité traitant du thème abordé ici, merci de compléter l'article en donnant les références utiles à sa vérifiabilité et en les liant à la section « Notes et références ».
Pour plus de détails, voir Fiche technique et Distribution.
Restons groupés est un film français réalisé par Jean-Paul Salomé, sorti en 1997.

## Synopsis
Un groupe de touristes français part en voyage dans l'Ouest américain via l'agence de voyages parisienne Dream Tour, en vue de visiter des villes comme Las Vegas ou Los Angeles et de découvrir les plus beaux sites naturels que recèle cette partie du monde.
Parmi eux, s'est glissée Claire, une journaliste stagiaire chargée d'étudier le comportement du «français ordinaire» à l'étranger.
Mais à peine le groupe de voyageurs a-t-il débarqué au pays de «l'Oncle Sam», que le tour-opérateur fait brutalement faillite. Visiblement hors-la-loi et sans solution d'assistance, son gérant abandonne ses touristes à un jeune guide débrouillard sans le sou, mais pas du tout préparé à affronter ce genre de situation.

## Fiche technique
- Titre : Restons groupés
- Réalisation : Jean-Paul Salomé
- Scénario : Bruno Dega et Jean-Paul Salomé
- Pays d'origine :  France
- Genre : comédie
- Durée : 101 minutes

## Distribution
- Samuel Le Bihan : Mathias, le guide
- Emma de Caunes : Claire, la journaliste infiltrée
- Bruno Solo : Jeff, le compagnon de Suzy
- Estelle Larrivaz : Suzy, la compagne de Jeff
- Bernard Le Coq : Jean-Michel, le mari de Nicole
- Claire Nadeau : Nicole, la femme de Jean-Michel
- Judith Henry : Elvira, l'amie d'Aimé
- Hubert Koundé : Aimé, l'ami d'Elvira
- Bruno Lochet : Gwenaël, le touriste voyageant avec les cendres de sa mère
- Michel Robin : Raymond, le mari de Lyliane
- Antoinette Moya : Lyliane, la femme de Raymond
- Jorge Cervera Jr. : Emilio, le chauffeur de bus
- Debra Christofferson : Kathy, la voisine de cellule de Mathias
- Vincent Schiavelli : Gary, l'avocat de Mathias
- Judy Herrera : Desawenta
- Abbes Zahmani : Max, l'employeur de Mathias